# Peter Leopold Kaiser
Pour les articles homonymes, voir Kaiser.
Peter Leopold Kaiser, né le 3 novembre 1788 à Mühlheim am Main et mort le 30 décembre 1848 à Mayence, est évêque de Mayence de 1834 à 1848

## Biographie
Il a étudié la théologie à Aschaffenbourg et il a été ordonné prêtre le 28 mars 1812.
Après la mort de l'évêque de Mayence, Jean-Jacques Humann il a été élu évêque par le chapitre de Mayence le 7 octobre 1834. Le 16 octobre désignés par Grégoire XVI et ordonnés le 30 juin 1835 la cathédrale Saint-Martin de Mayence par l'évêque de Limbourg Johann Wilhelm Bausch (de) avec comme co-consécrateur Hermann von Vicari. La révolution de Mars il a salué avec un service d'action de grâces à la cathédrale. Avec son soutien, la charité fondée dédié catholiques dans l'année révolutionnaire de 1848, par les clubs Vincenz et Elisabeth, à l'initiative ont abouti à un hôpital pour les soins infirmiers. Cette première Hôpital Saint-Vincent, après qu'il a été le premier dans la vieille ville de Mayence (Weißliliengasse) trouvé lieu, mis en œuvre sur le Kästrich (de).
Le point culminant de son mandat était le premier jour des catholiques (Katholikentag) allemande par l'Association catholiques d'Allemagne (de), le 6 octobre 1848 à Mayence "Assemblée générale de l'Association catholique de l'Allemagne" a eu lieu le 3 octobre et a été organisée par Adam Franz Lennig (de).
Comme évêque de Mayence il était empereur qua Constitution 1834-1848 Membre de la première chambre des États du grand-duché de Hesse (de).
Il a été enterré après sa mort dans la cathédrale de Mayence.